# Chauvirey-le-Châtel
Chauvirey-le-Châtel település Franciaországban, Haute-Saône megyében. Lakosainak száma 114 fő (2022. január 1.). Chauvirey-le-Châtel Vitrey-sur-Mance, Chauvirey-le-Vieil, Cintrey, Montigny-lès-Cherlieu, Ouge, La Quarte és La Rochelle községekkel határos.

## Népesség
A település népességének változása:
| Lakosok száma | 117  | 121  | 126  | 123  | 124  | 124  | 125  | 119  | 114  |
|               | 2013 | 2015 | 2016 | 2017 | 2018 | 2019 | 2020 | 2021 | 2022 |